# Rubén Salazar Gómez
Rubén Salazar Gómez (Santafé de Bogotá, 22 september 1942) is een Colombiaans geestelijke en een kardinaal van de Rooms-Katholieke Kerk.
Salazar Gómez werd op 20 mei 1967 priester gewijd. Op 11 februari 1992 werd hij benoemd tot bisschop van Cúcuta. Zijn bisschopswijding vond plaats op 25 maart 1992. Op 18 maart 1999 werd Salazar Gómez benoemd tot aartsbisschop-metropoliet van Barranquilla. Op 8 juli 2010 volgde zijn benoeming tot aartsbisschop-metropoliet van Bogotá.
Salazar Gómez werd tijdens het consistorie van 24 november 2012 kardinaal gecreëerd.  Hij kreeg de rang van kardinaal-priester. Zijn titelkerk werd de San Gerardo Maiella. Hij nam deel aan het conclaaf van 2013, dat leidde tot de verkiezing van paus Franciscus. Op 22 september 2022 verloor hij - in verband met het bereiken van de 80-jarige leeftijd - het recht om deel te nemen aan een toekomstig conclaaf.
Salazar Gómez was tevens van 2008 tot 2014 voorzitter van de Colombiaanse bisschoppenconferentie en van 2015 tot 2019 voorzitter van de Latijns-Amerikaanse raad van bisschoppen.
Op 25 april 2020 ging Salazar Gómez met emeritaat.